# دختر کوچک من
دختر کوچک من (انگلیسی: My Little Girl) یک فیلم به کارگردانی کانی کایزرمن است که در سال ۱۹۸۶ منتشر شد.

## بازیگران
- مری استوارت مسترسون
- جیمز ارل جونز
- جرالدین پیج
- ان میرا
- پیتر گلگر
- جورج نیوبرن
- جنیفر لوپز